# Base A. B. Dobrowolski

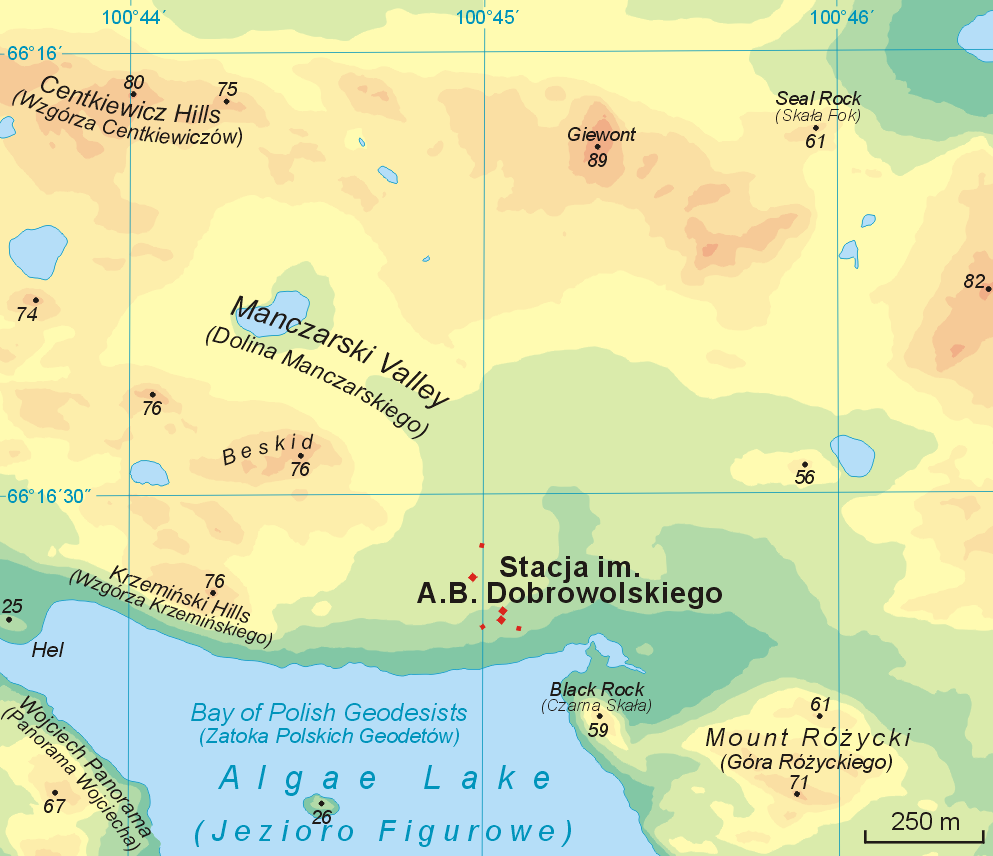
Localización de la base.

La Base A. B. Dobrowolski (en polaco: Stacja im. Antoniego Bolesława Dobrowolskiego) fue la primera estación de investigación científica de Polonia en la Antártida. Se ubica a orillas del lago Algae en el oasis Bunger en la costa Knox de la Tierra de Wilkes. El nombre de la base fue puesto en homenaje al geofísico, meteorólogo y explorador antártico polaco Antoni Bolesław Dobrowolski. Fue la Base Oasis que la Unión Soviética transfirió a Polonia el 23 de enero de 1959.

## Base Oasis
La base fue abierta el 15 de octubre de 1956 por la Expedición Antártica Soviética y nombrada Oasis (en ruso: Оазис). Fue utilizada por los investigadores de la Academia Soviética de Ciencias hasta el 17 de noviembre de 1958. Los estudios se centraron en glaciología, meteorología, aerología, geofísica, magnetismo, sísmología, hidrología, biología, y en las observaciones de las auroras polares. La base se compone de dos casas de madera, calefaccionadas por leña y carbón, y pabellones más pequeños. En un glaciar a 15 km de la base se encuentra un campo de aviación utilizado en los meses de verano. Los aviones en invierno podían aterrizar en la superficie congelada del lago.

## Base A. B. Dobrowolski
El 23 de enero de 1959 la base fue transferida a Polonia. Fue atendida brevemente por unas pocas semanas por una expedición de la Academia Polaca de Ciencias, que llevó a cabo una serie de estudios, principalmente en los campos de la gravimetría y geomorfología. Los dos principales edificios fueron nombrados "Varsovia" y "Cracovia". La estación no se ha utilizado con regularidad debido a la falta de fondos y los altos costos de transporte aéreo, por lo que durante varios años los científicos polacos no participaron en las expediciones antárticas. 
La base fue visitado en el verano antártico de 1965-1966 por un grupo de cuatro geofísicos polacos, acompañados de soviéticos. Durante esta expedición se perdió un avión del equipo soviético que aterrizó en el hielo del lago, que era demasiado débil y la máquina se hundió. El intento de enviar el siguiente grupo de investigación de la base en 1973-1974 finalmente no se llevó a cabo. Fue reabierta entre el 22 de febrero de 1979. Los participantes realizaron una investigación en una amplia gama de aplicaciones, incluyendo la geomorfología, gravimetría, la meteorología y la topografía. El 21 de febrero de 1979 después de un colapso repentino por las condiciones meteorológicas, el equipo tuvo que ser evacuado a la estación a la Base Mirni. Desde 1979, la estación no está en uso.
En 1987 exploradores polares soviéticos visitaron la base y establecieron nuevos edificios a unos 200 metros al oeste de los edificios más antiguos, denominándosela Base Oasis 2, siendo utilizada en verano hasta mediados de la década de 1990.
Polonia volvió a establecer una base en la Antártida el 26 de febrero de 1977, cuando inauguró la Base Henryk Arctowski. 
A unos 7 km al oesnoroeste (66°15′S 100°36′E / -66.250, 100.600) Australia estableció en 1986 la estación de verano Base Edgeworth David.

## Sitios y Monumentos Históricos
El edificio del observatorio magnético en la Base Dobrowolski, con una placa en conmemoración de la inauguración de la Base Oasis en 1956,  han sido designados como Sitio y Monumento Histórico SMH-10 Observatorio en Estación Soviética Oasis, a propuesta de la Unión Soviética (conservado por Rusia) en una reunión consultiva del Tratado Antártico en 1972.
El pilar de hormigón construido por la primera expedición antártica polaca en la estación Dobrolowski en cerro Bunger para medir en enero de 1959 la aceleración de la gravedad con relación a Varsovia, de conformidad con el sistema Potsdam, ha sido designado como Sitio y Monumento Histórico SMH-49 Pilar en Cerro Bunger, a propuesta y conservación de Polonia en 1985.